# Acidente do Airbus A310 da Services Air em 2015
Em 24 de dezembro de 2015, às 8:35, uma aeronave cargueira Airbus A310-304F, operada pela empresa congolesa Services Air em um voo doméstico, saiu do fim da pista e caiu em uma área residencial ao pousar no Aeroporto de Mbuji-Mayi, na cidade de Mbuji-Mayi, capital da província de Kasai-Oriental na República Democrática do Congo. Oito pessoas morreram e nove ficaram feridas, todas residentes na área residencial. A aeronave sofreu danos significativos, mas os cinco membros da tripulação não ficaram feridos. A aeronave ultrapassou a pista em cerca de 500 metros e invadiu a área residencial, destruindo várias casas.

## Acidente
O piloto informou a Ngoyi Kasanji, governador da província de Kasai-Oriental, que um problema nos freios na aeronave causou o acidente. Segundo testemunhas, a aeronave já havia dado duas voltas e na terceira tentativa de pouso pousou na metade da pista e não conseguiu parar antes do fim da pista. O A310 parou em solo macio entre casas de cerca de 500 m após o final da pista.